# کاترین اشمت
کاترین اشمت (انگلیسی: Kathrin Schmidt؛ زادهٔ ۱۲ مارس ۱۹۵۸) نویسنده، دانشمند علوم اجتماعی، شاعر، و روزنامه‌نگار اهل آلمان است.
وی همچنین برندهٔ جوایزی همچون جایزه کتاب آلمان شده‌است.